# ESS Forum International
ESS Forum International (le nouveau nom des Rencontres du Mont-Blanc – Forum International des Dirigeants de l'Économie Sociale et Solidaire) est une association loi de 1901 indépendante à but non lucratif dont l'objectif est de valoriser l’économie sociale et solidaire.

## Historique
Fondée à Chamonix-Mont-Blanc en 2004, elle est déclarée à la Préfecture des Hauts-de-Seine le 28 octobre 2005 et parue dans le Journal officiel des associations et fondations d'entreprise le 3 décembre 2005. L’association a été fondée par plusieurs entreprises d'économie sociale françaises et québécoises parmi lesquelles le Groupe Up, la MAIF, la Macif, AG2R La Mondiale, le groupe Crédit coopératif, la Caisse d'économie solidaire Desjardins et Fondaction.
Le 18 septembre 2012, elle déclare à la préfecture des modifications qui paraissent au Journal officiel des associations et fondations d'entreprise le 20 octobre 2012.

## Organisation
L'association est composée de 8 membres bienfaiteurs et de 16 membres actifs issus de 13 pays différents. Le Conseil d’Administration qui réunit 16 personnalités de 9 nationalités différentes, est l’organe de décision de l’association. Il est composé de représentants des membres adhérents élus pour quatre ans par l’Assemblée Générale. 
L’association fédère les dirigeants et les acteurs de l’économie sociale et solidaire pour favoriser l’échange de bonnes pratiques, le débat sur les grands enjeux internationaux et la co-construction de solutions innovantes. Elle organise un forum biennal (Les Rencontres du Mont-Blanc), et participe à de nombreuses rencontres nationales et internationales.
ESS Forum International a créé une agora internationale des projets, appelée Project Place, destiné à faciliter les rencontres, les échanges et la co-construction de projets entre acteurs de l’économie sociale et solidaire à travers le monde, et un cahier des initiatives, kaléidoscope d’expériences concrètes qui œuvrent à donner vie et sens à cet autre modèle.
L'ESS Forum International est co-secrétaire permanent du Groupe pilote international de l’Économie Sociale et Solidaire (GPIESS) dont il a impulsé la création, ESS Forum International est accrédité par le Conseil économique et social des Nations unies (ECOSOC) et membre observateur de la Task Force inter-agences de l’ONU sur l’ESS (UNTFSSE).